# Chaerilus cimrmani
Espèce
Chaerilus cimrmani est une espèce de scorpions de la famille des Chaerilidae.

## Distribution
Cette espèce est endémique de Thaïlande. Elle se rencontre dans les provinces de Phetburi et de Trang.

## Description
Le mâle holotype mesure 31 mm et la femelle paratype 38 mm.

## Étymologie
Cette espèce est nommée en l'honneur de Jára Cimrman.

## Publication originale
- Kovařík, 2012 : Five New Species of Chaerilus Simon, 1877 from China, Indonesia, Malaysia, Philippines, Thailand, and Vietnam (Scorpiones: Chaerilidae). Euscorpius, no 149, p. 1-14 (texte intégral).